# ひとりが世界のナゼを教えてもらったら?
『ひとりが世界のナゼを教えてもらったら？』(ひとりがせかいのナゼをおしえてもらったら?)は、AXNで2016年10月7日より不定期で30分間放送されているトークバラエティ番組。

## 概要
当番組は海外ドラマを見ている時にふと湧き上がる「これって何？」「なんでこうなるの？」という疑問に、海外の知識が豊富な「賢者」たちが答えるという、AXNオリジナルの情報番組である。

## 出演者
- メインMC
  - 劇団ひとり
- コーナーMC
  - マシンガンズ
  - ブラックパイナーSOS
  - 神宮寺しし丸
- 賢者
  - 法律賢者 湯浅卓
  - タレント賢者 ケイティ
  - 歴史賢者 大西直樹
  - 海外ドラマ賢者 伊藤ハルカ
  - セレブゴシップ賢者 太田万紀子